# Oplophorus spinosus
Oplophorus spinosus is een garnalensoort uit de familie van de Oplophoridae. De wetenschappelijke naam van de soort is voor het eerst geldig gepubliceerd in 1839 door Brullé.